# Sydney Anicetus Charles
Sydney Anicetus Charles (17 avril 1926, Saint-Joseph (en) (Trinité-et-Tobago)– 4 septembre 2018, Saint-Georges, Grenade) est un ecclésiastique catholique trinidadien, évêque de Saint-Georges en Grenade de 1975 à 2002

## Biographie
Sydney Anicetus Charles est né le 17 avril 1926 à Saint-Joseph (en) de Mary et Albert Charles. Il est le onzième de douze enfants et le dernier de dix garçons. Il est baptisé le 23 mai 1926 à l'église Saint-Joseph (en) et fait sa première communion et sa confirmation le 25 novembre 1934 dans cette même église. Il fréquente les écoles catholiques de sa commune, puis il fait ses études secondaires à l’Osmond High School et au Collège Sainte-Marie (en). Il devient ensuite fonctionnaire en avril 1945 et y passe trois ans. En 1948, il entre au Séminaire Saint Jean Vianney et des Martyrs de l'Ouganda.
Il est ordonné prêtre le 7 mars 1954, puis sert comme curé à San Juan, Arima, Chaguanas, Carapichaima (en) et à la Basilique-cathédrale de l'Immaculée-Conception de Port-d'Espagne.
Il est nommé évêque de Saint-Georges en Grenade le 18 novembre 1974 par le pape Paul VI et consacré le 26 janvier 1975 par Gordon Anthony Pantin (de), archévêque de Port-d'Espagne. En tant qu'évêque, il est confronté au Gouvernement révolutionnaire populaire de la Grenade (1979-1983) qui est pour lui une terrible épreuve. Plus tard, il parlait de cette période avec humour en disant : « À cette époque, il y avait deux évêques à Grenade, et les deux ont mis les Grenadiens à genoux. » Il prend sa retraite le 10 juillet 2002, mais continue à vivre en Grenade. En 2006, il est fait Commandeur de l'Ordre de l'Empire britannique par la Reine Élisabeth II. Il meurt à Saint-Georges le 4 septembre 2018.